# 紙漉町
紙漉町（かみすきまち）は、江戸期から現在にかけての青森県弘前市の地名。郵便番号は036-8221。2017年6月1日現在の人口は295人、世帯数は185世帯。

## 地理
土淵川沿い東側に位置し、当地の西側を弘南鉄道大鰐線が通り、弘高下駅・中央弘前駅間の中央弘前駅寄りである。北は吉野町、東は富田、南は桜林町・富士見町、西は新寺町に接する。

## 歴史
- 1677年（延宝5年） - 紙漉町として町割りされ、普光院（現：住吉町の住吉神社）の南の清水（湧水）付近に紙漉所がある（弘前惣御絵図）。「カミシキハダチ」とあり、紙漉職人の頭の他に9軒の町屋が見られるが、いずれも紙漉職人と思われる（弘前町方屋敷割）
- 1719年（享保4年）頃 - 紙漉所のほかに10軒の町屋が町内に見られ、翌年町内の南側が屋敷割りされた（町屋数円）。
- 1756年（宝暦6年） - 当地は楮町の支配下にあり、御用紙漉所のほかに、町屋25軒・預かり地1か所がある（楮町支配町屋鋪改大帳）。
- 1889年（明治22年）4月1日 - 町村制施行により中津軽郡清水村の一部となる。
- 1928年（昭和3年）4月1日 - 弘前市に編入される。
- 昭和以降 - 当地には湧き水（地元では"シツコ"と呼ばれる）が多く、昭和以降、湧き水を利用して紙漉きのほか、茶を立てるのに珍重された。
- 1956年（昭和31年） - 一部が富士見町になる。

## 施設

### 湧水
- 富田の清水

### 教育
- 学校法人弘前文化学院文化幼稚園

### 医療
- 川崎歯科

### 公共
- 弘前紙漉町郵便局
- 土淵川紙漉町緑地

## 小・中学校の学区
市立小・中学校に通う場合、学区は以下の通りとなる。
| 大字   | 番・番地 | 小学校             | 中学校             |
| ------ | -------- | ------------------ | ------------------ |
| 紙漉町 | 全域     | 弘前市立大成小学校 | 弘前市立第三中学校 |

## 交通
- 弘南バス
  - 富士見町（ミニバス 城南経由 - 桜ヶ丘団地線）停留所。
- 弘南鉄道大鰐線
  - 中央弘前駅